# Lijst van voetbalinterlands Canada - Zuid-Afrika
Deze lijst van voetbalinterlands is een overzicht van alle officiële voetbalwedstrijden tussen de nationale teams van Canada en Zuid-Afrika. De landen speelden tot op heden een keer tegen elkaar: een vriendschappelijke wedstrijd die werd gespeeld op 20 november 2007 in Durban.

## Wedstrijden
| № | Plaats | Datum            | Competitie        | Wedstrijd            | Uitslag |
| - | ------ | ---------------- | ----------------- | -------------------- | ------- |
| 1 | Durban | 20 november 2007 | Vriendschappelijk | Zuid-Afrika – Canada | 2 – 0   |

## Samenvatting
| Competitie        | Totaal gespeeld | Winst Canada | Gelijk | Winst Zuid-Afrika | Doelsaldo Canada – Zuid-Afrika |
| ----------------- | --------------- | ------------ | ------ | ----------------- | ------------------------------ |
| Vriendschappelijk | 1               | 0            | 0      | 1                 | 0 − 2                          |
| Totaal            | 1               | 0            | 0      | 1                 | 0 − 2                          |

Wedstrijden bepaald door strafschoppen worden, in lijn met de FIFA, als een gelijkspel gerekend.

## Details

### Eerste ontmoeting
| Vriendschappelijk (Durban, Zuid-Afrika, 20 november 2007): |              | |
| Zuid-Afrika | 2 – 0        | Canada |
| Teko Modise 39' Teko Modise 45+1' (pen.) | goals        | |
| Carlos Alberto Parreira | bondscoach   | Dale Mitchell |
| Rowen Fernandez Bevan Fransman 85' Bryce Moon Tsepo Masilela Kagisho Dikgacoi Lance Davids 66' Benson Mhlongo Bernard Parker Lerato Chabangu 76' Teko Modise 89' Thembinkosi Fanteni 66' | opstellingen | Lars Hirschfeld Richard Hastings Kevin McKenna Paul Stalteri 46' Josh Simpson 74' Patrice Bernier Michael Klukowski Julian de Guzman Atiba Hutchinson 62' Iain Hume 86' Tomasz Radzinski |
| Brent Carelse 66' Norman Smith 66' Eric Bamuza 76' Ashraf Hendricks 85' Vuyo Mere 89' | wissels      | 46' Issey Nakajima-Farran 62' Olivier Occéan 74' Will Johnson 86' Marcel de Jong |
| | gele kaarten | ??' Julian de Guzman ??' Patrice Bernier |
| | rode kaarten | ??', 79' Paul Stalteri |